# Tony Carr
Anthony Gregory "Tony" Carr (Filadelfia, Pensilvania, 11 de octubre de 1997) es un baloncestista estadounidense que pertenece a la plantilla del Kuwait SC. Con 1,96 metros de estatura, juega en las posiciones de base o de escolta.

## Trayectoria deportiva

### Universidad
Jugó dos temporadas con los Nittany Lions de la Universidad Estatal de Pensilvania, en las que promedió 16,6 puntos, 4,9 rebotes y 4,6 asistencias por partido. En su primera temporada fue incluido en el mejor quinteto freshman de la Big Ten Conference, mientras que en la segunda tanto la prensa especializada como los entrenadores lo colocaron en el quinteto ideal de la conferencia.
Al término de esa segunda temporada se declaró elegible para el Draft de la NBA.

#### Estadísticas
| Año     | Equipo     | PJ | PT | MPP  | %TC  | %3P  | %TL  | RPP | APP | ROB | TPP | PPP  |
| ------- | ---------- | -- | -- | ---- | ---- | ---- | ---- | --- | --- | --- | --- | ---- |
| 2016–17 | Penn State | 33 | 33 | 32.8 | .377 | .320 | .779 | 4.8 | 4.2 | .7  | .3  | 13.2 |
| 2017–18 | Penn State | 37 | 37 | 35.4 | .408 | .433 | .799 | 4.9 | 5.0 | .8  | .3  | 19.6 |
| Total   | Total      | 70 | 70 | 34.2 | .396 | .395 | .786 | 4.9 | 4.6 | .7  | .3  | 16.6 |

### Profesional
Fue elegido en la quincuagésimo primera posición del Draft de la NBA de 2018 por New Orleans Pelicans. Tras ser descartado por los Pelicans, el 20 de julio fichó por el Auxilium Torino de la Lega Basket Serie A italiana.
El 6 de marzo de 2022, firmó con el Saskatchewan Rattlers de la CEBL canadiense.
El 5 de agosto de 2022, firma por el Bakken Bears de la Basketligaen, la primera categoría del baloncesto danesa.
Tras dejar equipo danés en enero de 2023, firma por el Hapoel Gilboa Galil de la Israeli Basketball Premier League.
El 22 de octubre de 2023 firma por el Kuwait Club de la D1 de Kuwait.